# Oumm Salama bint Abi Oumaya

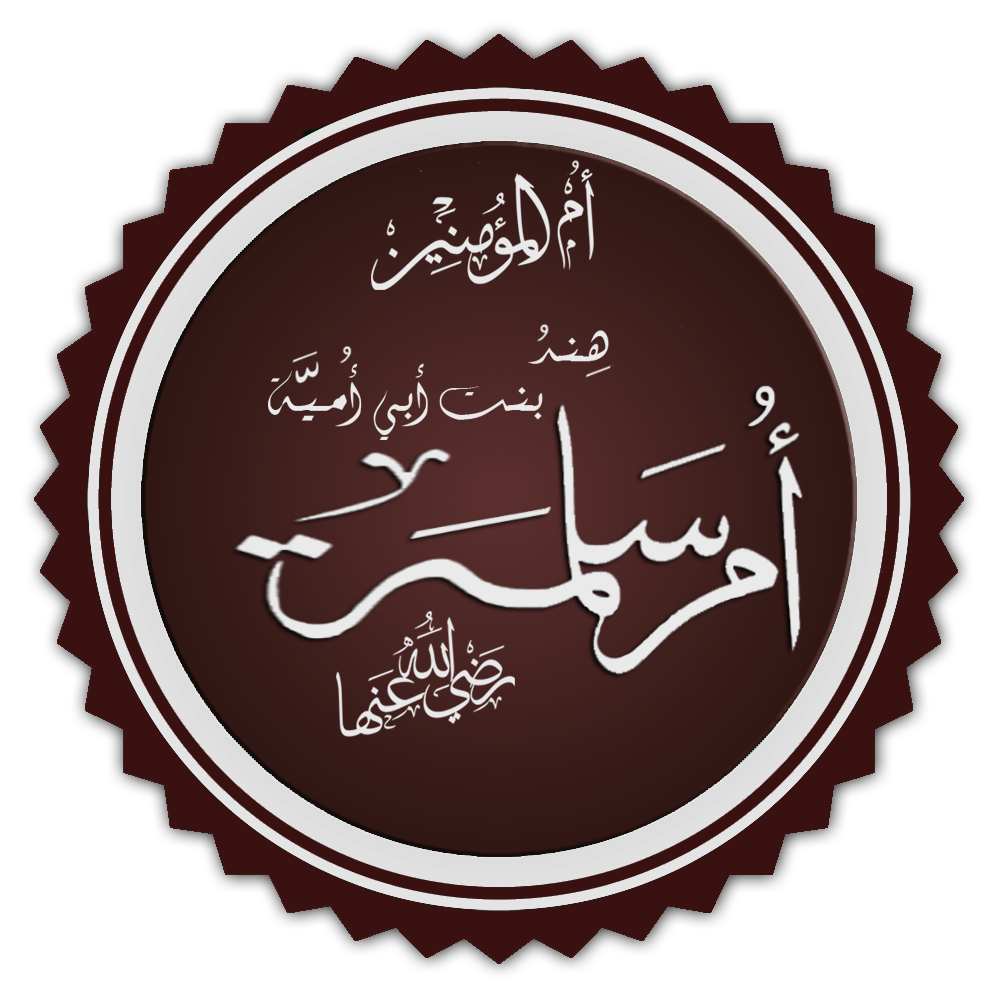

Hind bint Abi Umayya (arabe : هِنْد بِنْت أَبِي أُمَيَّة) ou Hind al-Makhzumiyah ou Umm Salama (vers 595-680) était la sixième femme épouse du prophète Mahomet. Elle est la fille de Abu Umayya Huzaifa bin Al Mughira et de 'Atikah bint 'Amer bin Rabi'ah.

## Biographie traditionnelle
Umm Salama appartenait au clan Makhzum de la tribu des Quraysh. Avec son premier mari, Abu Salama, elle eut plusieurs enfants, trois garçons et une fille,. Elle fit les deux émigrations en Abyssinie avec son mari. Son premier mari est mort après la bataille d'Uhud d'une blessure qu'il y reçut. 
Umm Salama épousa Mahomet en 626, alors qu'elle avait 29 ans. De nombreuses traditions voient dans ce mariage une consolation donnée par Allah à la suite du décès de son premier mari. Plusieurs traditions contradictoires racontent cet épisode.
Umm Salama aurait transmis près de 300 hadiths et est donc considérée, par les penseurs musulmans, comme une fukaha, une légiste. Elle mourut en 678-679-680, voire après le massacre de Karbala. Les sources sont contradictoires,.